# Condado de Coffee (Alabama)
O Condado de Coffee é um dos 67 condados do estado norte-americano do Alabama. De acordo com o censo de 2022, a sua população era de 54.805 habitantes. A sede de condado é Elba, embora a sua maior cidade, Enterprise, também possua um segundo tribunal. Seu nome é uma honra ao general John Coffee.

## História
As terras do condado de Coffee eram originalmente parte do condado de Dale, que foi incorporado em 1824. O condado de Coffee se formou a partir da zona ocidental do condado de Dale em 29 de dezembro de 1841. Foi assim nomeado em honra a John R. Coffee (1772-1833), um soldado da Guerra Creek. A primeira sede do condado foi em Wellborn. Após a corte ser destruída por um incêndio em 1851, a sede foi transferida para Elba.

## Geografia
De acordo com o censo, sua área total é de 1,761,2 km², destes sendo 1,760 km² de terra e 1,2 km² de água. O condado se situa na região do Wiregrass, no sudeste do Alabama.

### Condados adjacentes
- Condado de Pike, norte
- Condado de Dale, leste
- Condado de Geneva, sul
- Condado de Convington, oeste
- Condado de Crenshaw, noroeste

## Transportes

### Principais rodovias
- U.S. Highway 84
- U.S. Highway 231
- State Route 27
- State Route 51
- State Route 87
- State Route 88
- State Route 92
- State Route 134
- State Route 189
- State Route 192

## Demografia
De acordo com o censo de 2022:
- População total: 54.805
- Densidade: 30 hab/km²
- Residências: 24.694
- Famílias: 20.478
- Composição da população:
  - Brancos: 75,9%
  - Negros: 17,3%
  - Nativos americanos e do Alaska: 1,5%
  - Asiáticos: 1,7%
  - Nativos havaianos e outros ilhotas do pacífico: 0,4%
  - Duas ou mais raças: 3,3%
  - Hispânicos ou latinos: 8,8%

## Comunidades

### Cidades
- Elba (sede)
- Enterprise (parcialmente no condado de Dale)

### Vilas
- Kinston
- New Brockton

### Comunidades não-incorporadas
- Alberton
- Basin
- Battens Crossroas
- Brooklyn
- Central City
- Clintonville
- Curtis
- Damascus
- Danleys Crossroads
- Frisco
- Goodman
- Ino
- Jack
- Java
- Keyon
- Pine Level
- Richburg
- Roeton
- Tabernacle
- Victoria

## Pessoas notáveis
- Alex Ríos, jogador da Major League Baseball.
- O condado é o lar do "Fantasma Dançante" de Grancer Harrisson, descrito no livro 13 Alabama Ghosts and Jeffrey
- Jim Folsom, governador do Alabama entre 1947-1951 e 1955-1959, nasceu no condado.
- Zig Ziglar, orador motivacional cristão.

## Na cultura popular
O condado é mencionado na novela de 1971, Addie Pray, de Joe David Brown, que inspirou o filme Lua de Papel.